# Patrick Cranshaw
Joseph Patrick Cranshaw (Bartlesville, 17 giugno 1919 – Fort Worth, 28 dicembre 2005) è stato un attore statunitense.

## Biografia
Svolse la sua carriera di attore a partire dal 1955 fino alla morte avvenuta nel 2005, a 86 anni, per una polmonite.
Il suo ultimo lavoro fu Air Buddies - Cuccioli alla riscossa (2006), uscito postumo e dedicato alla sua memoria.
Fu sposato dal 1968 al 1973 con Afyphee Shawda, da cui ebbe cinque figli: Bobbie Jean, Janet, Joe, Beverly e Frederick.

## Filmografia parziale

### Cinema
- I dominatori di Fort Ralston (Texas Lady), regia di Tim Whelan (1955) - non accreditato
- The Amazing Transparent Man, regia di Edgar G. Ulmer (1960)
- Tutti dicono I Love You (Everyone Says I Love You), regia di Woody Allen (1996)
- Niente da perdere (Nothing to Lose), regia di Steve Oedekerk (1997)
- Jack simpatica canaglia!! (MVP 2: Most Vertical Primate), regia di Robert Vince (2001)
- Air Bud 4 - Una zampata vincente (Air Bud: Seventh Inning Fetch), regia di Robert Vince (2002)
- Old School, regia di Todd Phillips (2003)
- Air Bud vince ancora (Air Bud: Spikes Back), regia di Mike Southon (2003)
- La figlia del mio capo (My Boss's Daughter), regia di David Zucker (2003)
- Herbie - Il super Maggiolino (Herbie: Fully Loaded), regia di Angela Robinson (2005)
- Air Buddies - Cuccioli alla riscossa (Air Buddies), regia di Robert Vince (2006) - postumo

### Televisione
- Alice – serie TV, 10 episodi (1976-1978)
- Mork & Mindy – serie TV, 6 episodi (1978-1982)
- CHiPs – serie TV, episodio 3x18 (1980)
- E.R. - Medici in prima linea (ER) – serie TV, 2 episodi (1998-2003)
- Detective Monk (Monk) – serie TV, episodio 2x05 (2003)

## Doppiatori italiani
Nelle versioni in italiano delle opere in cui ha recitato, Patrick Cranshaw è stato doppiato da:
- Valerio Ruggeri in La figlia del mio capo, Herbie - Il super maggiolino, Air Buddies - Cuccioli alla riscossa
- Antonio Paiola in Un folle trasloco
- Enzo Garinei in Tutti dicono I Love You
- Enrico Bertorelli in Air Bud vince ancora
- Domenico Crescentini in Detective Monk